# Grange aux dîmes de Ouistreham
La grange aux dîmes de Ouistreham est un édifice situé à Ouistreham, dans le département du Calvados, en France et inscrite au titre des monuments historiques.

## Localisation
L'édifice est situé dans le centre-ville d'Ouistreham, place Albert-Lemarignier, à proximité nord de l'église Saint-Samson.

## Historique
L'édifice actuel est datée du XIIIe siècle-XIVe siècle ou de la fin du XVe siècle-XVIe siècle.
La première mention de l'édifice est du milieu du XIIIe siècle comme dépendance de l'abbaye-aux-Dames. Le lieu servait au stockage de la dîme perçue à Ouistreham, Bénouville, Saint-Aubin et Colleville, les abbesses prélevaient 10 % de chaque troupeau, chaque récolte et chaque pêche.
Abandonné pendant la guerre de Cent Ans, l'édifice est reconstruit aux XVe et au XVIe siècle à l'aide d'éléments d'origine.
En 1971, la ville d'Ouistreham achète le bâtiment à l'agriculteur qui l'utilisait comme grange.
La grange est inscrite au titre des monuments historiques depuis le 11 octobre 1971.
Les travaux de restauration débutent en 1984 par l'aménagement des abords et la démolition des dépendances accolées. La restauration du bâtiment dure de 1986 à 1988.
En octobre 2018, la grange accueille une exposition pour fêter le trentenaire de cette restauration.

## Architecture
L'édifice fait 230 m2 de superficie et possède des contreforts, des petites fenêtres, un porche et deux portes sur les côtés.